# Svarttjärnen (Norrala socken, Hälsingland, 680308-157109)
Svarttjärnen är en sjö i Söderhamns kommun i Hälsingland och ingår i Nianån-Norralaåns kustområde.